# Briqueterie à Tortosa
Briqueterie à Tortosa, également connue sous le nom de Fabrique de Horta de Ebro, est une peinture à l'huile sur toile de style cubiste réalisée en 1909 par Pablo Picasso. Elle est conservée au Musée de l'Ermitage à Saint-Pétersbourg.

## Description
La toile a été réalisée dans le bourg de Horta de Sant Joan, en Catalogne, par le peintre alors âgé de 28 ans, qui avait passé une partie de sa jeunesse dans le village et y est retourné en 1909, où il peindra d'autres œuvres. Picasso reprend ici les paysages provençaux de Cézanne et le schéma des petits cubes, le solidifiant et le faisant tourner tels des prismes désordonnés. L'artiste, partant des volumes géométriques purs de Cézanne, adopte un langage aux conséquences expressives extrêmes. De cette manière, les bâtiments et les arbres s'interpénétrent grâce à l'imbrication de plans anguleux et pointus, comme s'ils étaient métalliques.

## Provenance
La peinture faisait auparavant partie de la collection de Sergueï Chtchoukine. Elle a été ensuite acquise par le Musée de l'Art Occidental à Moscou puis transférée au Musée de l'Ermitage de Saint-Pétersbourg en 1948.